# Ministerie van Binnenlandse Zaken en Koninkrijksrelaties
Het Nederlandse ministerie van Binnenlandse Zaken en Koninkrijksrelaties (BZK) is de opvolger van het vroegere ministerie van Binnenlandse Zaken (BiZa).
De toevoeging "Koninkrijksrelaties" (sinds 1998) heeft betrekking op de overzeese rijksdelen Aruba, Curaçao en Sint Maarten, die voordien onder verantwoordelijkheid vielen van het Kabinet voor Nederlands-Antilliaanse en Arubaanse Zaken.

## Actueel
In het kabinet-Schoof bekleedt Judith Uitermark (van het Nieuw Sociaal Contract) de post van minister van Binnenlandse Zaken en Koninkrijksrelaties. Zsolt Szabó is de staatssecretaris die gaat over Koninkrijksrelaties en Digitalisering. Eddie van Marum is de staatssecretaris die gaat over Herstel Groningen. 
De hoogste ambtenaar (secretaris-generaal) is Vincent Roozen.

## Hoofddoelstellingen
De hoofddoelstellingen van het ministerie van Binnenlandse Zaken en Koninkrijksrelaties zijn in het kort:
- Het waarborgen van de democratische rechtsstaat
- De zorg voor een goed functionerend openbaar bestuur
- De kwaliteit waarborgen van personeel en management in de rijksdienst.
- Het bewaken van de Grondwet
- Het coördineren van de samenwerkingsrelatie met Aruba, Curaçao en St. Maarten
- De zorg voor het constitutionele staatsrechtelijke bestel

## Geschiedenis
Het ministerie is in 1798 opgericht onder de naam Departement van inwendige politie en toezicht op de staat van dijken, wegen en wateren van de Bataafse Republiek. In 1918 werd het ministerie van Onderwijs, Kunsten en Wetenschappen afgesplitst.
In 1988 richtte het ministerie van Binnenlandse Zaken Het Expertise Centrum op, een stichting met als belangrijkste doel om het kennisniveau betreffende grote ICT-projecten binnen de overheid te stimuleren en kennisdeling te stimuleren. In 2001 richtte het ministerie samen met de Vereniging van Nederlandse Gemeenten de stichting ICTU op met als doel ICT-projecten te ontwikkelen en te implementeren.
Lange tijd vormden de politie en de algemene veiligheid belangrijke onderwerpen die onder Binnenlandse Zaken vielen. In 2010, met het aantreden van het kabinet-Rutte I, kwam hier verandering in: deze onderwerpen werden toen overgedragen aan het nieuwe ministerie van Justitie en Veiligheid. Gelijktijdig werd het ministerie van VROM opgeheven. Het directoraat-generaal Wonen, Wijken en Integratie en de Rijksgebouwendienst van dit voormalige ministerie werden bij het ministerie van BZK gevoegd, met uitzondering van het asielbeleid dat naar het ministerie van Veiligheid & Justitie ging. Deze herindeling was een uitvloeisel van het regeerakkoord en gedoogakkoord van het genoemde kabinet. In 2024 kwam er weer een Ministerie van Volkshuisvesting en Ruimtelijke Ordening met een Directoraat-generaal Volkshuisvesting en Bouwen dat de betreffende taken weer van BZK overnam.

## Huisvesting

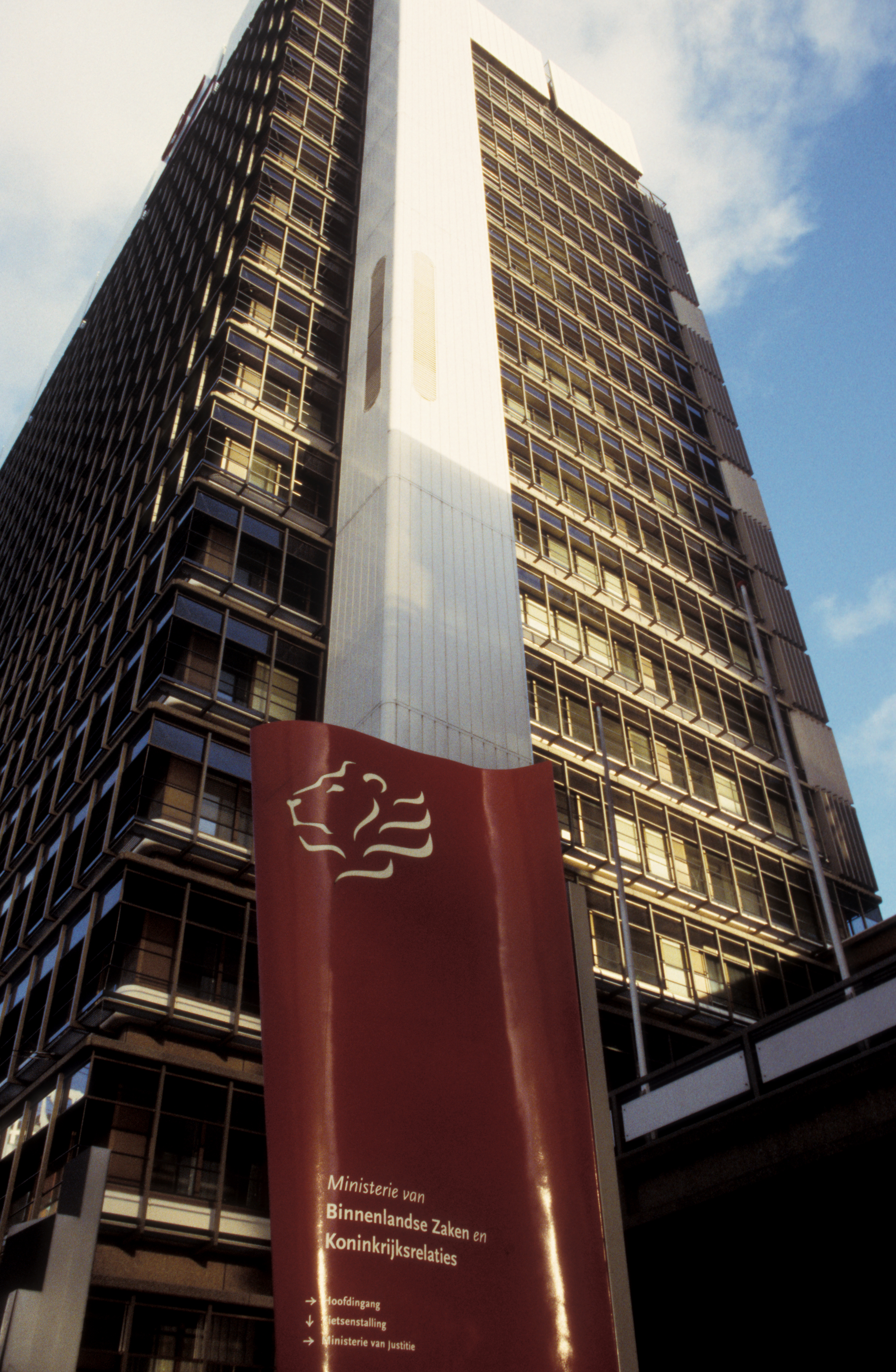
Het voormalige kantoor van het ministerie.

Het ministerie is gevestigd in het Wijnhavenkwartier in Den Haag. In 1975 werd voor minister de Gaay Fortman een nieuwe kantoorhoogbouw opgeleverd die gebouwd was met het jackblocksysteem. Dit werd de vestiging van het ministerie van 1975 tot 2012.
Begin 2008 werd op de plek van het afgebroken woongebouw De Zwarte Madonna aan de Haagse Turfmarkt, in opdracht van de Rijksgebouwendienst gestart met de bouw van een nieuw Rijkskantoor met twee torens (de ene rood, de andere wit), ontworpen door Hans Kollhoff, als onderkomen voor dit ministerie en het ministerie van Justitie en Veiligheid, het JuBi-gebouw. Dit gebouw werd opgeleverd in december 2012. Het voormalige onderkomen (architecten Lucas & Niemeyer, 1975) werd gesloten en tussen 2014 en 2016 gestript om plaats te maken voor de Campus Den Haag van de Universiteit Leiden.